# Station Berlin-Schöneweide
Station Berlin-Schöneweide is een spoorwegstation in Berlin-Niederschöneweide in de Duitse stad Berlijn. Het station werd in 1868 geopend.